# Bill Archer (Fußballspieler, 1880)
William John „Bill“ Archer (* 15. Juni 1880 in Heywood; † 18. Juli 1962 in Bury) war ein englischer Fußballspieler.

## Karriere
Archer spielte für den Freetown FC, einem Verein aus Bury, bevor er im Juli 1900 vom Erstligisten und amtierenden FA-Cup-Sieger FC Bury verpflichtet wurde.  Archer spielte in der Folge für das Reserveteam in der Lancashire Combination und wurde im Dezember 1900 in ein Auswahlteam der Liga für einen Vergleich gegen die Birmingham & District League nominiert. In der ersten Mannschaft von Bury, die 1903 erneut den nationalen Pokal gewann, war die Rolle des linken Außenläufers für ein Jahrzehnt von George Ross besetzt, sodass Archer nur wenige Gelegenheiten in der Football League erhielt. Zu seinem Debüt kam er am 16. April 1902 bei einer 0:3-Auswärtsniederlage gegen den AFC Sunderland, die sich durch den Sieg die Meisterschaft sicherten. Archer musste dabei das Spielfeld kurz vor der Halbzeit nach einem Zusammenprall mit Matthew Ferguson verlassen und verpasste die gesamte zweite Hälfte verletzungsbedingt. Ein knappes Jahr später kam er bei einer abermaligen 0:3-Auswärtsniederlage gegen den FC Everton zu seinem zweiten und letzten Auftritt.
Ende April 1904 wechselte er innerhalb der Lancashire Combination und wurde als Neuzugang von Rossendale United vorgestellt, die in der Saisonpause nahezu ihre gesamte Stammelf auswechselten. Im August 1907 wirkte Archer bei einem vereinsinternen Testspiel von Heywood United mit, einem Klub in der Second Division der Lancashire Combination, und trat im Saisonverlauf als Mittelläufer auch in Ligaspielen in Erscheinung. Neben seiner Fußballerlaufbahn war Archer bei einem Papierproduzenten als Mechaniker angestellt.